# Відділення економіки НАН України
Відділення економіки НАН України — наукове відділення секції суспільних і гуманітарних наук НАН України.

## Бюро
Академік-секретар відділенняакадемік НАН України Лібанова Елла Марленівна.
Заступник академіка-секретарячлен-кореспондент НАН України Устименко Володимир Анатолійович.
Учений секретарчлен-кореспондент НАН України Князєв Святослав Ігорович.
ЧлениАлимов Олександр Миколайович, Амоша Олександр Іванович, Базилевич Віктор Дмитрович, Буркинський Борис Володимирович, Геєць Валерій Михайлович, Даниленко Анатолій Іванович, Данилишин Богдан Михайлович, Єфименко Тетяна Іванівна, Кизим Микола Олександрович, Кораблін Сергій Олександрович, Кравців Василь Степанович, Макарова Олена Володимирівна, Манцуров Ігор Германович, Осауленко Олександр Григорович, Пирожков Сергій Іванович, Симоненко Валентин Костянтинович, Хвесик Михайло Артемович.

## Персональний склад
Академіки:
| Ім'я                            | Спеціальність                 | Дата обрання | Установа                                                       |
| ------------------------------- | ----------------------------- | ------------ | -------------------------------------------------------------- |
| Алимов Олександр Миколайович    | Економіка промисловості       | 27.12.1973   | Рада по вивченню продуктивних сил України                      |
| Амоша Олександр Іванович        | Економіка                     | 16.05.2003   | Інститут економіки промисловості                               |
| Білорус Олег Григорович         | Світова економіка             | 13.04.2012   | Інститут економіки та прогнозування                            |
| Буркинський Борис Володимирович | Регіональна економіка         | 16.05.2003   | Інститут ринку та економіко-екологічних досліджень             |
| Вишневський Валентин Павлович   | Фінанси                       | 13.04.2012   | Інститут економіки промисловості                               |
| Геєць Валерій Михайлович        | Макроекономіка                | 14.04.1995   | Інститут економіки та прогнозування                            |
| Гриценко Андрій Андрійович      | Статистика                    | 26.05.2021   | Інститут економіки та прогнозування                            |
| Данилишин Богдан Михайлович     | Економіка природокористування | 04.02.2009   | Рада по вивченню продуктивних сил України                      |
| Єфименко Тетяна Іванівна        | Економічна безпека            | 07.03.2018   | Академія фінансового управління                                |
| Лібанова Елла Марленівна        | Соціоекономіка                | 04.02.2009   | Інститут демографії та соціальних досліджень імені М. В. Птухи |
| Пирожков Сергій Іванович        | Демографія                    | 07.06.2000   | Національний інститут проблем міжнародної безпеки при РНБО     |
| Туниця Юрій Юрійович            | Маркетинг                     | 06.05.2006   | Український державний лісотехнічний університет                |

## Установи
- Інститут економіки та прогнозування НАН України
- Інститут економіки промисловості НАН України
- Інститут економіки природокористування та сталого розвитку НАН України (до 2010 — Рада по вивченню продуктивних сил України НАН України)
- Інститут економіко-правових досліджень імені В. К. Мамутова НАН України
- Інститут ринку і економіко-екологічних досліджень НАН України
- Інститут регіональних досліджень імені М. І. Долішнього НАН України
- Інститут демографії та соціальних досліджень імені М. В. Птухи НАН України
- Закарпатський регіональний центр соціально-економічних і гуманітарних досліджень НАН України
- Науково-дослідний центр індустріальних проблем розвитку НАН України

### Ліквідовані установи
- Інститут світової економіки і міжнародних відносин НАН України (1991—2013)

## Нагороди
- Премія НАН України імені М. В. Птухи (з 1997)
- Премія НАН України імені М. І. Туган-Барановського (з 1992)

### Ліквідовані нагороди
- Премія НАН України імені О. Г. Шліхтера (1973—1992)